# Ventilago lanceolata
Ventilago lanceolata är en brakvedsväxtart som beskrevs av Elmer Drew Merrill. Ventilago lanceolata ingår i släktet Ventilago och familjen brakvedsväxter. Inga underarter finns listade i Catalogue of Life.